# 华盛顿家族
华盛顿家族（英語：Washington family）为具有英国血统的美国政治家族，是英美两国的土地贵族。该家族在美洲殖民地表现突出，对其经济和政治等领域都有重要影响，尤其是在弗吉尼亚殖民地。作为种植园主阶级的一部分，华盛顿家族持有多个高产值的种植园，并通过烟草种植从中牟利。美国很多政治人物皆出自这个家族，例如美国首任总统乔治·华盛顿以及美国最高法院大法官布什罗德·华盛顿。
华盛顿家族可追溯至12世纪的东北英格兰（其更早的祖先则来自苏格兰），后于17世纪时移居新大陆。约翰·华盛顿于1631年出生在英格兰赫特福德郡特灵，但在一场海难过后于1657年抵达弗吉尼亚殖民地。

## 在英国的起源

### 追溯至中世纪时期的起源
华盛顿家族可以追溯至邓凯尔德的克里南，此人乃是苏格兰国王马尔科姆二世的平信徒修道院长兼女婿。赫特伯恩的威廉为其后代，于1183年将其位于赫特伯恩的庄园换成了位于达勒姆郡威尔河畔的威辛顿庄园。